# Phanogomphus quadricolor
Phanogomphus quadricolor is een echte libel uit de familie van de rombouten (Gomphidae).
De wetenschappelijke naam van de soort werd in 1863 als Gomphus quadricolor gepubliceerd door Benjamin Dann Walsh.

## Synoniemen
- Gomphus alleni Howe, 1922